# Glorieta
Glorieta är en ort i Mexiko.   Den ligger i kommunen Gómez Palacio och delstaten Durango, i den centrala delen av landet, 800 km nordväst om huvudstaden Mexico City. Glorieta ligger 1 109 meter över havet och antalet invånare är 678.
Terrängen runt Glorieta är mycket platt. Runt Glorieta är det ganska tätbefolkat, med 129 invånare per kvadratkilometer. Närmaste större samhälle är San Antonio del Coyote, 13,9 km sydost om Glorieta. Trakten runt Glorieta består till största delen av jordbruksmark.